# Laos na Mistrzostwach Świata w Lekkoatletyce 2019
Laos na Mistrzostwach Świata w Lekkoatletyce 2019 – reprezentacja Laosu podczas mistrzostw świata w Doha liczyła tylko jednego zawodnika, sprintera Xaysa Anousone, specjalizującego się w biegach przez płotki.

## Skład reprezentacji

### Mężczyźni
| Zawodnik       | Konkurencja                | Eliminacje | Eliminacje | Półfinał | Półfinał | Finał | Finał   |
| Zawodnik       | Konkurencja                | Wynik      | Pozycja    | Wynik    | Pozycja  | Wynik | Pozycja |
| -------------- | -------------------------- | ---------- | ---------- | -------- | -------- | ----- | ------- |
| Xaysa Anousone | Bieg na 110 m przez płotki | 14.54      | 35.        | DNQ      | DNQ      | DNQ   | DNQ     |